# Bandar Agung Ranau
Bandar Agung Ranau is een bestuurslaag in het regentschap Ogan Komering Ulu Selatan van de provincie Zuid-Sumatra, Indonesië. Bandar Agung Ranau telt 3328 inwoners (volkstelling 2010).